# Agia Paraskevi (Athene)
Agia Paraskevi of Agia Paraskevi Attikis (Grieks: Αγία Παρασκευή of Αγία Παρασκευή Αττικής, genoemd naar de heilige Paraskevi) is een Griekse gemeente (dimos) en voorstad van Athene, Griekenland. De gemeente telt 56.836 inwoners. Tot 1950 was het bijna onbewoond. Tot dat tijdstip deed het grootste deel van de bevolking aan landbouw.

## Sport
- De voetbalclub van de stad heet Agia Paraskevi FC.
- Tijdens de Olympische Spelen van 2004 ging de historische Marathon door het stadje.